# As Oceânides

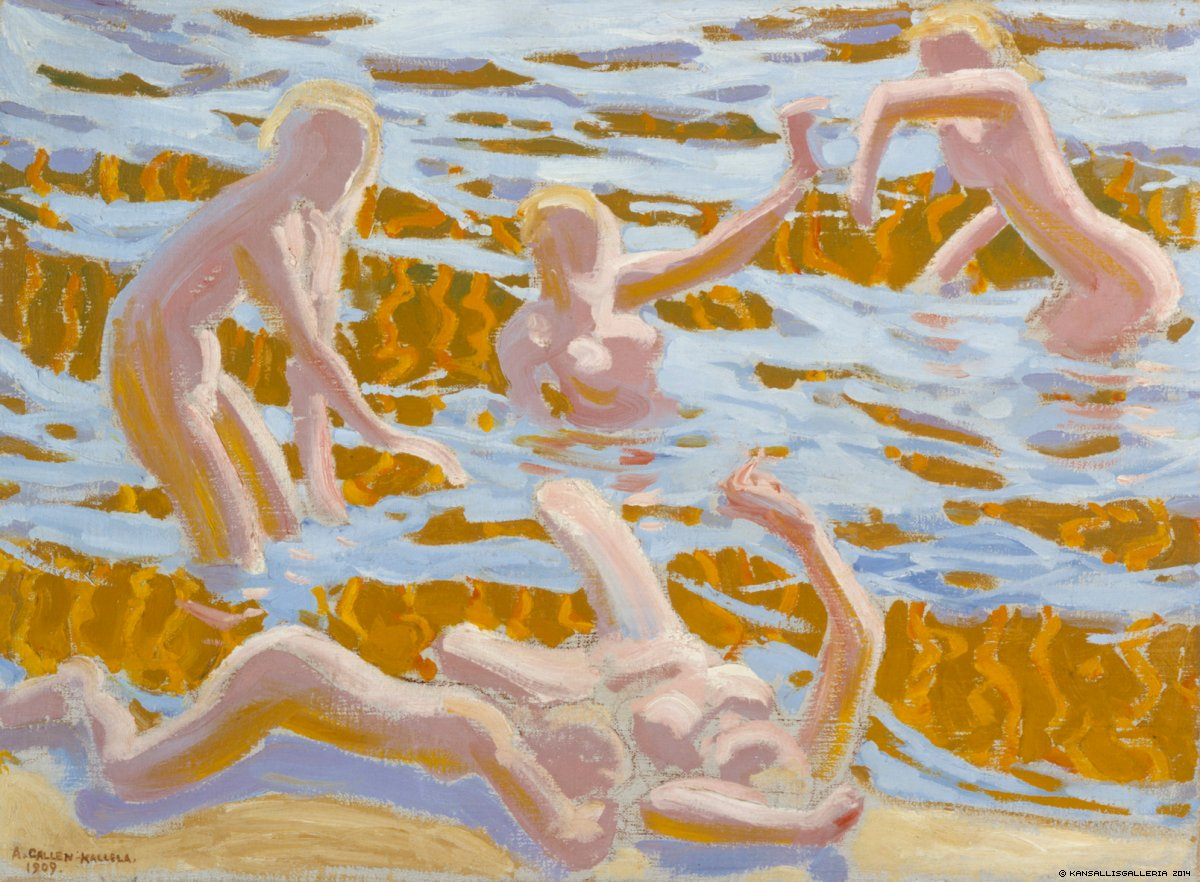
Aallottaria pelo amigo de Sibelius, Akseli Gallen-Kallela (c. 1909).

As Oceânides (em finlandês: Aallottaret; título original: Rondeau der Wellen), Op. 73, é um poema sinfónico de movimento único para orquestra, escrito em 1913–14, pelo compositor finlandês Jean Sibelius. A peça, que faz referência às ninfas na mitologia grega que viviam no mar Mediterrâneo, estreou no dia 4 de Junho de 1914 no Festival de Música de Norfolk no Connecticut, com Sibelius a conduzir a composição. Elogiada na estreia como "a melhor evocação do mar ... de sempre ... produzida na música", o poema musical, em Ré maior, consiste em dois temas, com um a representar a jovialidade das ninfas e a majestade do oceano, respectivamente. Sibelius desnvolve os temas ao longo de três fases informais: a primeira, um oceano calmo; a segunda, uma tempestade que se forma; e a terceira, um clímax com uma tempestade furiosa e o mar revolto. À medida que a tempestade se desvanece, ouve-se um último acorde, simbolizando o poderoso poder e a ilimitada extensão do mar.
Em termos de estilo, muitos críticos descrevem As Oceânides como ou um exemplo completo de Impressionism ou algo derivado daquela movimento artístico. Outros referem que  o desenvolvimento activo de Sibelius dos dois temas, a pouca utilização de escalas defendida pelos impressionistas, e a sua prioridade dada à acção e estrutura sobre fundos atmosféricos e efémeros, distingue a peça de exemplos de exemplos quintessenciais, como La mer (Debussy) de Claude Debussy.
Para além do poema sinfónico em Ré maior, sobreviveram duas versões de As Oceânides: a primeira, uma suite orquestral de três movimentos datada de 1913 (movimento N.º 1 perdido); e uma segunda, o início do movimento único da versão de "Yale" do poema, em Ré bemol maior, que Sibelius enviou para os Estados Unidos antes de partir para este país para tocar no festival de música. As Oceânides está posicionado ao lado de En saga, Lemminkäinen Suite, Concerto para Violino e Quinta sinfonia como um dos melhores trabalhos de Sibelius. A suite e a versão Yale, nunca tocadas em vida do músico, estrearam pela mão de Osmo Vänskä e a Orquestra Sinfónica de Lahti a 10 de Setembro  e 24 de Outubro de 2002, respectivamente. A execução tradicional da versão final tem uma duração de 10 minutos, cerca de 3 minutos mais do que a versão de Yale.

### Livros
- Barnett, Andrew (2007). Sibelius. New Haven: Yale University Press. ISBN 978-0-300-11159-0
- Gray, Cecil (1931). Sibelius. London: Oxford University Press
- Griffiths, Paul (2005). The Penguin Companion to Classical Music. [S.l.]: Penguin Books. ISBN 978-0-14-051559-6
- Grimley, Daniel (2004). «The Tone Poems: Genre, Landscape and Structural Perspective». In:  Grimley, Daniel. The Cambridge Companion to Sibelius. Col: Cambridge Companions to Music. London: Cambridge University Press. ISBN 978-0-521-89460-9
- Hurwitz, David (2007). Sibelius: The Orchestral Works, an Owner's Manual. Pompton Plains, New Jersey: Amadeus Press. ISBN 978-1-57467-149-0
- Johnson, Harold (1959). Jean Sibelius. New York: Alfred A. Knopf. OCLC 603128
- Kilpeläinen, Kari (2012). «Introduction» (PDF). In:  Sibelius, Jean. Aallottaret : eine Tondichtung für großes Orchester (Early version) [op. 73] ; Die Okeaniden - Aallottaret : eine Tondichtung für großes Orchester op. 73 ; Tapiola : Tondichtung für großes Orchester op. 112. [S.l.: s.n.] ISMN 979-0-004-80322-6. OCLC 833823092. Complete Works (JSW) edited by the National Library of Finland and the Sibelius Society of Finland Series I (Orchestral works) Vol. 16: The Oceanides Op. 73 / Tapiola Op. 112 edited by Kari Kilpeläinen.
- Layton, Robert (1965). Sibelius: The Masters Musicians Series. New York: Schirmer Books. ASIN B0000CMRUD
- Rickards, Guy (1997). Jean Sibelius. London: Phaidon. ISBN 978-0-7148-3581-5
- Ringbom, Nils-Eric (1954). Jean Sibelius: A Master and His Work. Norman, Oklahoma: University of Oklahoma Press. ISBN 978-0-8061-0307-5
- Tawaststjerna, Erik (1986). Sibelius: Volume 2, 1904–1914. (Robert Layton, English translation). London: Faber and Faber. ISBN 978-0-571-24773-8
- Tawaststjerna, Erik (1997). Sibelius: Volume 3, 1914–1957. (Robert Layton, English translation). London: Faber and Faber. ISBN 978-0-571-24774-5

### Artigos na imprensa
- Santos Rutschman, Kirsten (2014). «Jean Sibelius, Lemminkäinen, Op. 22 (early versions), edited by Tuija Wickland. Jean Sibelius Works I/12s (Wiesbaden, Leipzig, Paris: Breitkopf & Härtel, 2013), xxii + 313pp. € 199,50». Cambridge University Press. Nineteenth-Century Music Review. 11 (2): 389–393. Consultado em 16 de julho de 2015
- Stoeckel, Carl (1971). «Some Recollections of the Visit of Sibelius to America in 1914». University of Illinois Press. Scandinavian Studies. 43 (1): 53–88. JSTOR 40917124

### Páginas da internet
- Clements, Andrew (2003). «Anyone Need a Tune-up?». theguardian.com. Consultado em 15 de Julho de 2015
- Crawford, John Martin (1888). «The Kalevala». sacred-texts.com. Consultado em 15 de Julho de 2015
- Hepokoski, James; Dahlström, Fabian. «Sibelius, Jean». Grove Music Online. Consultado em 26 de dezembro de 2015 (inscrição necessária)
- Sirén, Vesa (2005). «The Oceanides». Sibelius.fi. Consultado em 7 de Junho de 2015
- Telin, Mike (2015). «Conductor Susanna Mälkki to Make Her Cleveland Orchestra Debut». clevelandclassical.com. Consultado em 16 de Julho de 2015